# Dận Tự
Doãn Tự (chữ Mãn: ᠶᡡᠨ ᠰᡟ, âm Mãn: Yvn Syʼ, chữ Hán: 允禩, bính âm: Yūn Sy; 29 tháng 3 năm 1681 - 5 tháng 10 năm 1726), là Hoàng tử thứ 8 tính trong số những người con sống tới tuổi trưởng thành của Thanh Thánh Tổ Khang Hi Đế. Người Mãn Châu Chính Lam kỳ, thuộc Tả dực cận chi Chính Lam kỳ Đệ nhị tộc.

## Thân thế
Doãn Tự nguyên danh là Dận Tự (chữ Mãn: ᡳᠨ ᠰᡟ, chữ Hán: 胤禩, bính âm: In Sy) sinh vào ngày 10 tháng 2 (âm lịch) năm Khang Hi thứ 20 (1681) là con trai duy nhất của Lương phi. Sau này khi Ung Chính Đế lên ngôi đã đổi tên ông thành Doãn Tự để tránh kị huý. Vì khi đó sinh mẫu ông chỉ là một Cung nữ tử chưa có tước hiệu nên ông được nuôi dưỡng bởi Huệ phi, sinh mẫu của Hoàng trưởng tử Dận Thì.
Bản thân Dận Tự là người chuyên tâm học hành, rèn giũa nhân phẩm. Dần dần, ông đã được Khang Hi Đế chú ý và rất được quý mến. Dận Tự được trao nhiều quyền hành trong triều đình và được Dụ Hiến Thân vương Phúc Toàn khen ngợi trước mặt Khang Hi Đế. Năm 18 tuổi, Dận Tự được Khang Hi Đế ban cho tước vị Bối lặc.

## Cuộc sống

### Tranh giành ngôi báu
Ngôi vị Thái tử ban đầu đã được Khang Hi Đế lựa chọn là Dận Nhưng. Tuy nhiên, Dận Nhưng này ngày càng truỵ lạc trác táng, chỉ biết mưu đồ riêng cho mình nên Khang Hi Đế đã phế truất ngôi vị Thái tử của Dận Nhưng. Năm 1708, Dận Nhưng bị tước bỏ ngôi vị Thái tử và bị nhốt tại phủ đệ của mình dưới sự quản thúc của Dận Tự theo lệnh của Khang Hi Đế. Dận Tự lợi dụng cơ hội này đã chiêu dụ những người trước đây ủng hộ Dận Nhưng về phe mình. Dưới sự ủng hộ mạnh mẽ của các quan trong triều do nhân cách đạo đức tốt và vốn kiến thức sâu rộng của mình, Dận Tự trở thành một đối thủ sáng giá trong việc tranh ngôi Thái tử với các Hoàng tử khác.
Những người ủng hộ Bát a ca Dận Tự đã liên kết lại, tạo thành phe Bát gia đảng, trong đó có Cửu a ca Dận Đường, Thập a ca Dận Ngã và Thập Tứ a ca Dận Đề. Bát gia đảng luôn xảy ra mâu thuẫn với phe Thái tử đảng của Dận Nhưng. Khi Dận Nhưng bị tước vị, một số người trong nhóm Bát gia đảng có âm mưu sát hại Dận Nhưng.
Sau khi Dận Nhưng bị phế bỏ không lâu, thấy mưu kế chiếm đoạt ngôi vị Thái tử bị lung lay, Đại a ca Dận Thì quay sang ủng hộ Bát a ca Dận Tự, người được nuôi dưỡng bởi sinh mẫu của ông. Theo lệnh của Đại a ca Dận Thì, một thầy bói tên Trương Minh Đức được đưa tới phủ đệ của Bát a ca Dận Tự để xem tướng cho ông. Tên thầy bói đó phán những lời ngon ngọt rằng, Bát a ca Dận Tự là người thích hợp để lên ngôi vị Thái tử. Đại a ca Dận Thì đã đem lời của Trương Minh Đức tấu trình lại với Khang Hi Đế. Thay vì được ban thưởng, Đại a ca Dận Thì bị bắt nhốt tại Tông Nhân phủ, không lâu sau thì được thả. Trương Minh Đức bị đem tùng xẻo để làm gương cho những người khác. Chính Tam a ca Dận Chỉ là người đã tố giác việc này lên Khang Hi Đế để vạch ra dã tâm của Đại a ca Dận Thì.
Khang Hi Đế đau buồn, thất vọng vì những người con của mình "nồi da xáo thịt, huynh đệ tương tàn". Năm 1709, Khang Hi Đế phục vị Thái tử cho Dận Nhưng. Ba năm sau, Khang Hi Đế tiếp tục tước bỏ ngôi Thái tử của Dận Nhưng. Khang Hi Đế lại vô cùng tức giận vì sự khoa trương của Dận Tự sau cuộc thăm dò ý kiến của các quan trong triều về việc chọn Thái tử đó nên đã tước bỏ phong vị Bối lặc (貝勒) của ông. Một số nhà sử học cho rằng, Khang Hi Đế nhận ra rằng tham vọng ngai vàng của Dận Tự quá lớn khiến cho ông dần bị thất sủng trong mắt cha mình. Một số người cho rằng, Thập Tứ a ca Dận Đề, là người được Khang Hi Đế kì vọng có thể kế vị ngai vàng của mình.

### Thời Ung Chính
Sau khi lên ngôi, Ung Chính Đế đã chọn ngay một hội đồng cố vấn mới cho mình bao gồm hai người em là Bát a ca Doãn Tự, Thập Tam a ca Doãn Tường, các đại thần Trương Đình Ngọc, Mã Tề và người cậu đã góp công trong việc đưa mình lên ngôi là Long Khoa Đa.
Năm Ung Chính nguyên niên (1723), ông được phong Công bộ Thượng thư, tước hiệu là Hòa Thạc Liêm Thân vương (和碩廉親王). Cùng năm đó, Ung Chính Đế hạ lệnh đuổi Đích Phúc tấn của Doãn Tự về nhà cha mình, cấm tuyệt mọi liên lạc giữa hai người. Ông có trách nhiệm giám sát Lý Phiên Viện (理藩院), nơi quản lý các vùng đất bá chủ của triều Thanh như Mông Cổ. Ung Chính Đế thường xuyên chỉ trích Doãn Tự không thực hiện đúng nhiệm vụ của mình. Năm 1724, Ung Chính Đế phạt quỳ Doãn Tự trong Thái miếu một ngày một đêm vì tội không hoàn thành công việc trong Lý Phiên Viện.
Năm thứ 4 (1726), Doãn Tự bị tước phong hiệu và xóa tên khỏi hoàng gia vì bị buộc tội chống lại Ung Chính Đế, buộc phải đổi tên thành "A Kỳ Na" (阿其那), nhốt trong Tông Nhân phủ, không bao lâu thì mất.
Năm Càn Long thứ 43 (1778), được Càn Long Đế phục hồi tước hiệu.

#### Ý nghĩa của"A Kỳ Na"
A Kỳ Na có Mãn văn là "Akina", "Đông hoa lục" vốn chú thích là "heo", đây là do tác giả không hiểu được Thanh ngữ mà ra, tạo thành tin đồn thất thiệt hàng trăm năm. Về sau, cũng có học giả cho rằng chữ này có nghĩa là "đáng hổ thẹn", "cá nằm trên thớt" hay "thịt nằm trên thớt". Tuy nhiên theo Quất Huyền Nhã, A Kỳ Na viết là Akina, phù hợp với văn nói là "Akiyana", nghĩa là "Rã đông đi".

## Trong văn hóa
Trong phim ảnh, diễn viên Trịnh Gia Dĩnh và Phùng Thiệu Phong đã đóng vai Bát a ca Dận Tự trong 2 bộ phim là Bộ bộ kinh tâm và Cung tỏa tâm ngọc.
Năm 2017, được đóng bởi Ngụy Diên Khản trong phim Hoa Lạc Cung Đình Thác Lưu Niên
Năm 2019, được đảm nhận bởi Hà Chí Long trong phim Mộng hồi

## Gia quyến
- Đích Phúc tấn: Quách Lạc La thị (郭絡羅氏), con gái của Hòa thạc Ngạch phò Minh Thượng (明尚) và Hòa thạc Cách cách - con gái thứ 7 của An Thân vương Nhạc Lạc.
- Thiếp thất: 
  - Trương thị (張氏), con gái của Trương Chi Bích (張之碧).
  - Mao thị (毛氏), con gái của Mao Nhị Cách (毛二格).
  - Hai người thiếp khác không rõ tên.
- Hậu duệ: 
  - Hoằng Vượng (弘旺; 1708 - 1762), mẹ là Trương thị.
  - Trưởng nữ (1708 - 1776), mẹ là Mao thị, được phong Quận quân, hạ giá lấy Tôn Ngũ Phúc (孫五福), con trai của Hòa Thạc Khác Tĩnh Công chúa.